# Брашкина, Нина Игнатьевна
Нина Игнатьевна Брашкина — советский хозяйственный, государственный и политический деятель, Герой Социалистического Труда.

## Биография
Родилась в 1939 году в Лужском районе. Член КПСС с 1977 года.
С 1954 года — на хозяйственной, общественной и политической работе. В 1954—1995 гг. — штукатур на стройке, подменная доярка, доярка, техник искусственного осеменения животных на молочно-товарной ферме совхоза «Красногвардейский» Гатчинского района Ленинградской области.
Указом Президиума Верховного Совета СССР от 6 сентября 1973 года присвоено звание Героя Социалистического Труда с вручением ордена Ленина и золотой медали «Серп и Молот».
Избиралась депутатом Верховного Совета РСФСР 8-го и 9-го созывов.
Живёт в деревне Ивановка Гатчинского района.